# Madonna de Niccolini-Cowper
La Madonna de Niccolini-Cowper, también conocida como la Gran Madonna de Cowper,  es una pintura del artista italiano del alto renacimiento Rafael, que representa a María y su hijo, contra un cielo azul. 

## La pintura
La pintura pudo haber sido la última de las pinturas florentinas de Rafael antes de que se fuera a Roma. Es más compleja que un cuadro similar, el de la Pequeña Madonna de Cowper de algunos años antes. La Virgen y el Niño llenan el lienzo creando un efecto imponente. Los dos están más estrechamente relacionados, tanto por el posicionamiento de sus cuerpos como por su intimidad que en la pequeña Madonna de Cowper.  La energía del infante recuerda a las obras de Miguel Ángel. El niño atractivo y juguetón se acerca a la Virgen como si se quisiera amamantar. Ambas pinturas llevan el nombre de sus antiguos dueños.
Una inscripción en la pintura, centrada justo en el borde del corpiño de la Madonna: MDVIII. RVPIN dice que fue pintada en 1508 por Rafael de Urbino.

## Procedencia
- En la familia Niccolini, Casa Niccolini, Florencia, desde 1677 o antes hasta algún tiempo después de 1772,
- El artista Johann Joseph Zoffany (1733–1810) compró la pintura después de 1772.
- La pintura entró en propiedad de los condes de Cowper alrededor de 1775 
  - vendido primero a George Clavering-Cowper, tercer conde de Cowper (m. 1789), Panshanger, Hertford, Inglaterra, y luego a sucesivas herencias,
  - George Augustus Clavering-Cowper, cuarto Earl Cowper (m. 1799), Panshanger
  - Peter Leopold Louis Francis Nassau Clavering-Cowper, 5.º conde de Cowper (m. 1837), Panshanger
  - George Augustus Frederick Cowper, sextoconde de Cowper (m. 1856), Panshanger
  - Francis Thomas De Grey Cowper, séptimo conde de Cowper y séptimo barón Lucas (m. 1905), Panshanger y Wrest Park, Bedfordshire, Inglaterra
  - La viuda de Francis, Katrine Cecilia Compton Cowper, condesa de Cowper (m. 1913), Panshanger;
  - Lady Ethel Grenfell, baronesa Desborough, nieta del sexto conde, Panshanger
- Vendido por 875,000 dólares en 1928 a Duveen Brothers, Londres, Nueva York y París, quienes compraron La pequeña Madonna de Cowper a Lady Ethel Grenfall de Desborough en 1913.
- Vendido por 1,166,000 dólares en noviembre de 1928 a Andrew W. Mellon, Pittsburgh y Washington D. C. (1855–1937)
- Trasferido el 30 de diciembre de 1930 a The AW Mellon Educational and Charitable Trust, Pittsburgh.
- Donado en 1937 a la Galería Nacional de Arte en Washington D. C.[1][4][5]

## Historia

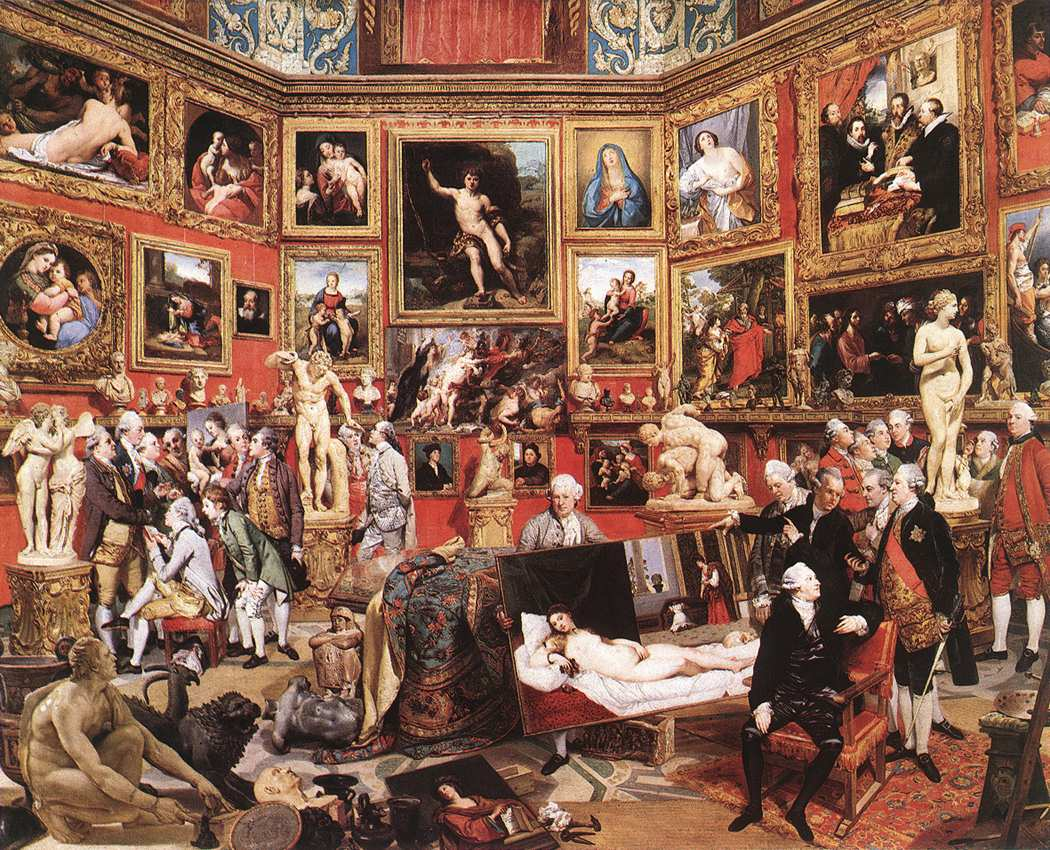
El cuadro en La Tribuna de los Uffizi por Johann Zoffany.

La colección de arte de Cowper absorbió gran parte de su tiempo y su dinero. Sus posesiones más notables son probablemente las dos pinturas de Rafael: La pequeña Madonna de Cowper y esta pintura, la Madonna de Niccolini-Cowper. La Tribuna de los Uffizi muestra a Cowper mirando la pintura de la Madonna de Niccolini-Cowper, tal como lo expresa Johann Zoffany. Zoffany compró el cuadro a la familia Niccolini en 1782 y se lo vendió a Cowper en 1785.